# Progressive bluegrass
Il progressive bluegrass (conosciuto anche come newgrass) è uno dei sottogeneri più importanti del bluegrass, sviluppatosi negli Stati Uniti a cavallo fra gli anni sessanta e settanta del XX secolo.

## Caratteristiche
Nato come evoluzione del bluegrass, il quale era fra i generi musicali più rigidi e rifiutava ostinatamente di cambiare la sua direzione stilistica, il progressive bluegrass venne visto con scetticismo nella migliore delle ipotesi, derisione nel peggiore dei casi, da parte di alcuni fan accaniti del bluegrass.
Il progressive bluegrass amplia la "tavolozza sonora" del bluegrass o con l'aggiunta di elementi di jazz, folk, country e rock, e/o amplificando gli strumenti.

## Storia
Le premesse del newgrass affondano agli inizi degli anni sessanta, ma è negli anni settanta che il genere prende compiutamente forma (Aereo-Plain di John Hartford, pubblicato nel 1971, è spesso indicato come il disco antesignano), quando band come i Dillards, Boone Creek, Country Gazette e New Grass Revival iniziarono a divenire popolari. Nel corso degli anni ottanta e novanta, il progressive bluegrass continuò ad evolversi, avvicinandosi al folk e al rock presso alcune scene musicali e al jazz in altre.

## Alcuni artisti progressive bluegrass[6]
- Béla Fleck
- The Nitty Gritty Dirt Band
- Vince Gill
- Chris Hillman
- Alison Krauss
- David Grisman
- Ricky Skaggs
- Mark O'Connor
- Clarence White
- New Grass Revival
- Tony Rice
- J.D. Crowe
- Osborne Brothers
- The Dillards
- Robin & Linda Williams
- Vassar Clements
- Vern Gosdin
- The Country Gentlemen
- The Nashville Bluegrass Band
- Maura O'Connell
- The Duhks
- The Boys from Indiana
- Don Reno
- Dillard & Clark
- Yonder Mountain String Band

- Ola Belle Reed
- The String Cheese Incident
- Cherryholmes
- Peter Rowan
- Crooked Still
- Jonathan Edwards
- Eddie Adcock
- The Seldom Scene
- Jerry Douglas
- Danny Barnes
- Mac Wiseman
- Eric Weissberg
- Doug Dillard
- Tony Trischka
- Alison Brown
- Hot Rize
- John Jorgenson
- Frank Wakefield
- Byron Berline
- Tony Furtado
- Mike Auldridge
- The Bluegrass Album Band
- Gosdin Brothers
- John Hartford[7]